# Carmine Appice
Carmine Appice (15 de desembre de 1946, Brooklyn, Nova York) és un experimentat bateria de rock, germà del també bateria Vinny Appice.

## Carrera
A finals dels anys seixanta va formar part de l'agrupació Vanilla Fudge. Després de cinc treballs discogràfics, Appice abandona Vanilla Fudge per formar el quartet de blues-rock Cactus, amb el vocalista Rusty Day i el guitarrista Jim Mccarty. Appice i Tim Bogert van deixar Cactus per unir-se al guitarrista Jeff Beck i formar el power-trio Beck, Bogert & Appice.
Posteriorment, Appice va unir-se al grup de Rod Stewart. Fins i tot va formar part de les bandes de Rock dur King Kobra i Blue Murder, i va col·laborar com a músic de sessió en grups com Pink Floyd i Ozzy Osbourne.
També va ser un dels components de Hear n' Aid, projecte liderat per Ronnie James Dio que buscava recaptar fons per mitigar la gana a l'Àfrica. A Hear n' Aid compartia escenari amb reconeguts músics de l'època, com Rob Halford, Ted Nugent i el mateix Dio.

## Discografia

### Vanilla Fudge
- Vanilla Fudge (1967)
- The Beat Goes On (1968)
- Renaissance (1968)
- Near the Beginning (1969)
- Rock & Roll (1970)
- Mystery (1984)

### Cactus
- Cactus (1970)
- One way...or another (1971)
- Restrictions (1971)
- Ot N' Sweaty (1972)

### Beck, Bogert & Appice
- Beck, Bogert & Appice (1973)
- Live in Japan (1974)

### KGB
- KGB (1976)
- Motion (1976)

### King Kobra
- Ready to Strike (1985)
- Thrill of a Lifetime (1986)
- King Kobra III (1988)

### Pink Floyd
- A Momentary Lapse of Reason (1987); al tema "Dogs of War"

### Blue Murder
- Blue Murder (1989)
- Nothin' But Trouble (1993)

### Mothers Army
- Mothers Army (1993)

### Pappo's Blues
- Caso Cerrado (1995)

### Carmine Appice's Guitar Zeus
- Carmine Appice's Guitar Zeus (1995)

### Travers & Appice
- It Takes A Lot Of Balls (2004)

### The Lippars
- Saggy and Old (2007)